# 모세 언약

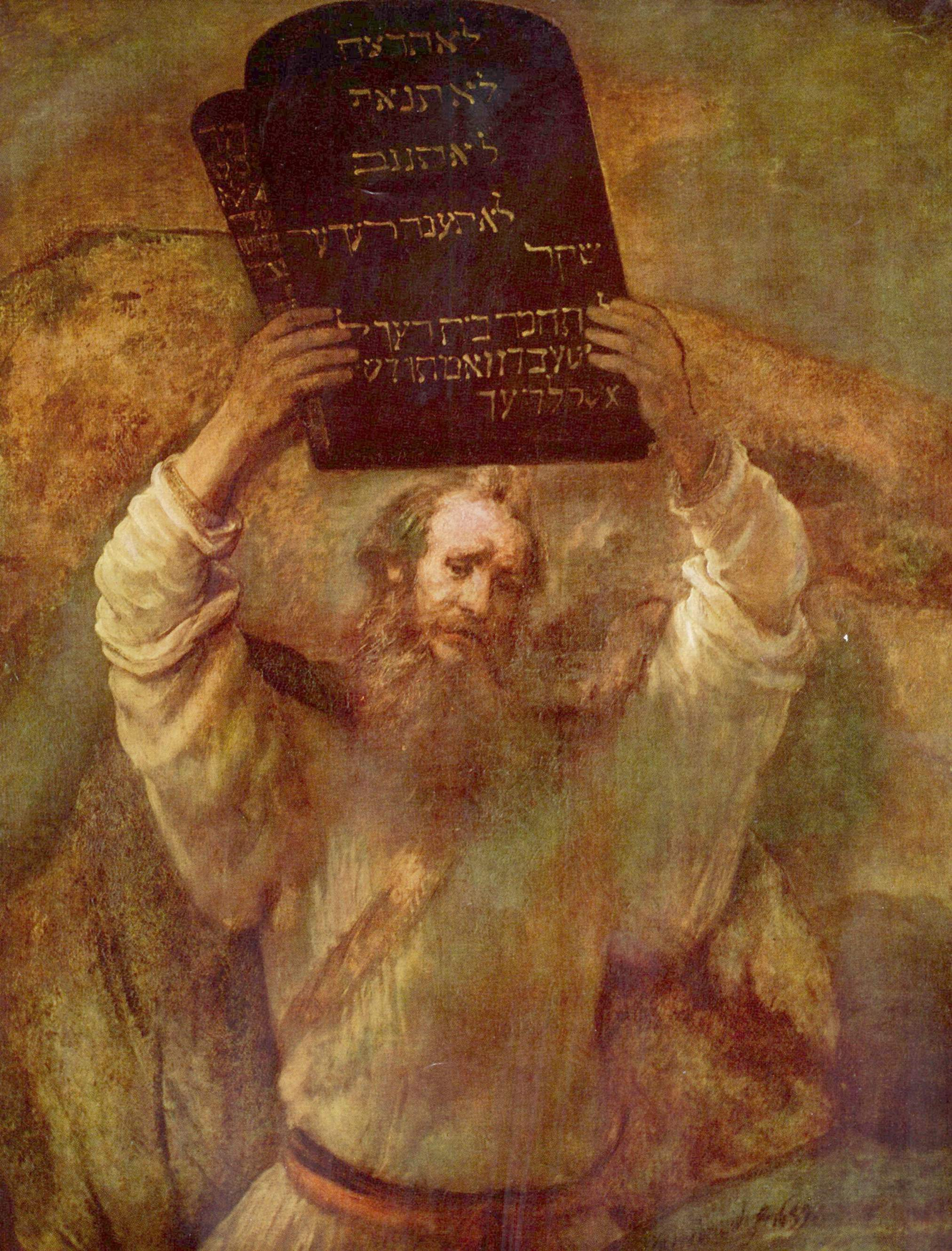
렘브란트 (1659) 작품, 십계명을 든 모세

모세 언약(Mosaic Covenant)은  계약으로도 알려져 있으며, 하나님과 성경의 이스라엘 백성, 그리고 장로들 사이에 이루어진 성경 언약이다. 모세의 언약은 히브리 성경에 첫 5권(모세오경)에 기록되었으며 전통적으로 모세를 저자로 보며 토라라고도 부른다.

## 역사적 비평적 학문
언약의 개념은 성경 시대, 특히 이스라엘이 시작되기 오래 전에 시작되었다. 조지 E. 멘덴홀에 따르면 성약은 원래 법적 관습으로 제정되었으며 나중에 종교 분야에서 복제되었다. 이러한 성약은 맹세, 즉 두 당사자 간의 약속과 이행에 기초하여 만들어졌다. 맹세에 참여하는 것은 더 강력한 당사자가 상대방이 불이행할 경우 적절한 처벌을 받도록 보장한다는 것을 의미했다. 종교의 경우 신(들)이 형벌을 집행할 것이다. 그러한 성약은 상황에 따라 축복이나 저주가 제정되도록 보장했다.
하나님과 아브라함 사이의 쪼개는 언약은 종주 언약의 형식을 따른다. 중요한 것은 이스라엘이 지켜야 할 의무가 없다는 것이다. 언약은 조건적이지 않는다. 이스라엘과 하나님 사이의 미래의 언약은 조건적일 것이다. 이것은 신명기 11장 13-21절에 명확하게 표현되어 있으며, 기초 기도인 쉐마의 일부로 하루에 두 번 암송된다. 이 구절은 이스라엘이 하나님께 충성하는 한 풍성한 수확으로 축복을 받을 것이지만 다른 신들을 따른다면 그 땅이 그것을 지원하지 않을 것이라고 선언한다. 이 성약을 따르지 않는 대가는 어렵다.
멘덴홀은 또한 혈연 뒤에 있는 이론과 계약의 개념에 대한 중요성을 다룬다. 성경에 기록된 대로 아브라함, 이삭, 야곱은 이스라엘의 조상이며, 혈통을 나누었기 때문에 결과적으로 유대 관계를 형성한다. 이 혈연은 언약으로 맺어진 인연에 비유되며, 혈연이 없이는 언약만이 종교집단의 통일을 보장할 수 있음을 암시한다. 더욱이 멘덴홀은 어떻게 언약이 모세의 일과 함께 시작되었는지 또는 유효한 배경이 있는 진정한 역사적 사건 중에 수립된 것으로 생각되는지를 언급하는 두 가지 추가 이론에 주목한다. 이론에 관계없이 언약의 생성은 앞으로 수세기 동안 학자들에게 수수께끼일 수 있지만, 성서 출처를 통해 입증된 언약의 사용은 부인할 수 없는 사실이다.
멘덴홀에 따르면 계약은 단순한 아이디어가 아니라 실제로 역사적 사건이었다. 이 사건은 언약 공동체의 형성이었다. 광야를 헤매던 씨족들은 모세를 따라 애굽을 떠났다. 이 사람들은 모두 다른 배경을 가지고 있었고 사회 공동체에서 지위를 포함하지 않았다. 이 모든 상황에서 그들은 십계명(십계명)으로 바뀌는 언약에 의해 그들 자신의 공동체를 형성했다. 이스라엘 백성은 모세를 그들의 지도자로 묶지 않았고 모세는 언약의 일부가 아니었다. 모세는 메신저로 보내진 일종의 역사적 인물로 여겨졌을 뿐이다. 이스라엘 백성은 근동에서 공통된 특정한 유형의 언약인 종주권 조약의 형식을 따랐으며, 모세가 아니라 야훼가 정한 규정에 순종해야 했다.
멘덴홀의 입력과 관점 외에도 와인펠드는 히브리어 성경 전체에 걸쳐 발생하는 두 가지 형태의 언약이 있다고 주장한다. 1.) 필수 유형 및 2.) 약속 유형. 이것들은 히타이트 제국에 의해 입증된 "정치적 조약"과 아브라함과 다윗과 맺은 언약을 통해 나타난 "왕실 보조금"으로 번역된다. 조약은 가신이 주인에게 약속하는 것을 수반하며 궁극적으로 주인의 권리를 보호한다. 결과적으로 종주국이 이전에 호의를 베풀었기 때문에 가신의 미래 충성도를 높이는 방식으로 작동한다. 반면에 부여는 종에 대한 주인의 의무와 관련되어 종의 권리를 보호한다.
이 언약 방식은 이미 행한 충성과 선행에 대한 보상에 중점을 둔다. 와인펠드는 야훼와 이스라엘 사이의 언약을 통해 드러난 유사점을 식별함으로써 조약의 특징을 뒷받침한다. 유사하게, 그는 아브라함과 다윗의 언약을 활용하여 왕실 보조금과의 일치를 밝힌다. 고대 근동의 계약에 관한 수많은 이론에도 불구하고, 와인펠드는 독자들에게 구약성서에 드러난 계약이 그가 확인한 두 가지 그럴듯한 유형, 즉 의무 유형 또는 약속 유형 중 하나에 속한다고 확신한다.
멘덴홀은 계약과 당시 일반적인 조약 형태를 비교하는 기사에서 히타이트(Hittite) 종족 조약에 중점을 둔다. 황제(종주국)와 열등한 왕(가신) 사이에 체결된 이 조약은 몇 가지 중요한 요소로 정의되었다. 조약은 종주국이 이전에 가신에게 전달한 과거 원조 또는 행운과 따라서 가신이 종주국에 대해 갖는 의무에 기반을 두고 있다. 멘덴홀에 따르면 이 조약 관계의 기초는 모세 언약과 십계명의 기초와 유사하다. 하나님은 출애굽을 통해 이스라엘 백성을 애굽에서 구출하셨으므로 그들은 십계명의 계명을 지켜야 한다. 종주국으로서 하나님은 이스라엘 백성에 대해 더 이상 의무가 없으나 언약의 결과로 하나님이 그들을 계속 보호하실 것임을 암시한다.

## 유대교
히브리어 성경에서 하나님은 출애굽 이야기에서 이스라엘 백성을 애굽의 종살이에서 구원하신 후 그들과 모세 언약을 맺으셨다. 모세는 이스라엘 백성을 가나안이라는 약속의 땅으로 인도했고, 그 후 여호수아는 그들을 그 소유지로 인도했다.
모세 언약은 이스라엘 왕국(c. 1220-c. 930 BC)과 이후에 남쪽 유다 왕국(c. 930-c. 587 BC)과 북쪽 이스라엘 왕국(c. 930-c. 587 BC)을 정의하는 역할을 했다.
랍비 유대교는 모세 언약이 유대 민족과 유대교로 개종한 사람들(성서에 나오는 개종자 포함)에게 제시되었으며 모든 사람에게 적용되는 노아의 일곱 가지 율법을 제외하고는 이방인에게는 적용되지 않는다고 주장한다.

## 기독교
기독교인들이 일반적으로 신약과 대조하여 "구약"이라고 부르는 모세의 언약 또는 모세의 율법은 기독교를 형성하는 데 중요한 역할을 해왔다. 예수께서 산상 수훈 중에 율법을 설명하신 것, 초기 기독교의 할례 논쟁, 학자들로 하여금 다소의 바울과 타르수스의 관계를 논박하게 만든 안디옥 사건에서 볼 수 있는 심각한 논쟁과 다툼의 근원이 되었다. 유태교. 사도행전은 예수께서 승천하신 후 최초의 기독교 순교자인 스데반이 예루살렘 성전과 모세의 율법을 반대하는 말을 했다는 고발을 받아 죽임을 당했다고 말한다. 나중에 사도행전 15장 1~21절에서 예루살렘 공의회는 초기 기독교의 할례 논쟁을 다루었다.

## 같이 보기
- 언약신학
- 십계명
- 계약